# Veilsdorf (Adelsgeschlecht)

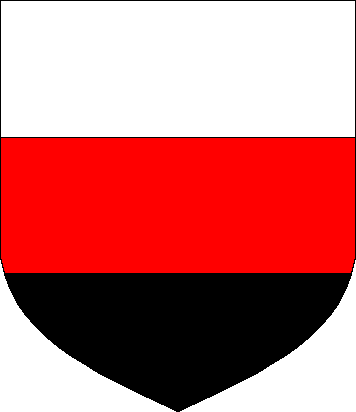
Wappen derer von Veilsdorf

Veilsdorf ist der Name eines alten vogtländisch-fränkischen Ministerialengeschlechts.

## Geschichte
Die Familie von Veilsdorf, Veilsch oder Veils soll bereits im 9. Jahrhundert auf Veilsdorf in Thüringen gewesen sein. Sie waren vermutlich Vasallen des Klosters Fulda. Erstmals genannt wurden die „Ritter von Veilsdorf und Massenhausen“ 1195 im Zusammenhang mit dem Benediktiner-Nonnen-Kloster Veilsdorf (gegründet um 1153–1180). Im Nordosten des Ortes gab es eine Burg, das „Steinhaus“ genannt, gelegen gegenüber der Trigelsburg, in welcher die Ritter und Herren von Veilsdorf ihren Sitz hatten. Diese Burg soll schon 1338 zerstört gewesen sein. Im 15. Jahrhundert verlieren sich die Spuren dieser Familie.
Der Familienstamm der von Veilsdorf teilte sich vermutlich schon früh in mehrere Familienlinien auf: Die von Feilitzsch, von Zedtwitz, von Roeder, von Redwitz und die Egerländer Uradelsfamilie von der Heyde/Heydte, führen denselben Wappenschild, was mit einer gewissen Wahrscheinlichkeit für eine agnatische Abstammungsgemeinschaft spricht. Ähnliche Wappen (in denselben Farben, aber in unterschiedlicher Anordnung) führen die von Hundelshausen, von Machwitz, von Gößnitz und von Perglas was Ausdruck einer Wappengemeinschaft kognatisch (aber nicht unbedingt agnatisch) verwandter Familien sein kann. Eine Verwandtschaft erscheint aufgrund der Wappenähnlichkeiten und der Herkunft aus dem Grenzgebiet von Thüringen, Oberfranken und Sachsen (Vogtland) sowie dem böhmischen Egerland zumindest möglich. 
Sie war im Mittelalter mit folgenden weiteren adeligen Familien verwandt: von Massenhausen und von Heßberg.

## Wappen
Der Schild ist von Silber, Rot und Schwarz geteilt.

### Wappenverwandte Familien
Die von Zinnenberge (Quingenberge) gebrauchten ebenfalls ein dreifach von Silber, Rot und Schwarz geteilten Schild. Die Reihenfolge der Farben im Wappen bei den von Machwitz, Pergler von Perglas und von Gößnitz ist von Rot Silber Schwarz.